# VE Sin Filtro
El VE Sin Filtro es un programa de la organización no gubernamental Conexión Segura y Libre dedicado al monitoreo y documentación de la censura en Venezuela en el entorno digital, incluyendo interrupciones de servicio, bloqueos y ataques. El programa documenta dicha censura con un criterio técnico mediante las mediciones y análisis de tráfico. Para 2024, la ONG había documentado 561 eventos de bloqueos, incluyendo el bloqueo de al menos 85 páginas web y 120 URLs.
El 22 de julio de 2024, seis días antes de las elecciones presidenciales de Venezuela, las principales operadoras en el país bloquearon el dominio web de la ONG.VE  Sin Filtro documentó múltiples restricciones a los derechos humanos en Internet antes, durante y después de las elecciones, incluyendo impedimentos para el acceso a la página del Consejo Nacional Electoral, restricciones impuestas por el propio órgano electoral.